# ناسيونال بوتوسي
نادي ناسيونال بوتوسي الرياضي (بالإسبانية: Club Atlético Nacional Potosí)‏ هو نادي كرة قدم من بوليفيا تأسس في 24 مارس 1942 ، يقع مقره الرئيسي في بوتوسي، ويلعب في الدوري البوليفي لكرة القدم.